# (15675) Goloseevo
(15675) Goloseevo (1978 SP5) – planetoida z pasa głównego asteroid okrążająca Słońce w ciągu 4,62 lat w średniej odległości 2,77 j.a. Odkryta 27 września 1978 roku.